# 2019-es Ázsia-kupa
A 2019-es Ázsia-kupa az Ázsiai Labdarúgó-szövetség (AFC) szervezésében, 17. alkalommal megrendezésre kerülő Ázsia-kupa volt, amely az ázsiai kontinens legrangosabb labdarúgótornája. A tornát január 5. és február 1. között rendezték az Egyesült Arab Emírségekben. A győztes részvételi jogot szerzett a 2021-es konföderációs kupára.
Az Arab Emírségekben második alkalommal rendezték meg a kontinensviadalt, 1996-ban a házigazdák válogatottja a döntőig menetelt, ott pedig büntetőkkel kikapott Szaúd-Arábiától.
A tornát története során először Katar nyerte, miután a döntőben 3–1-re legyőzte Japánt.

## Helyszínek
A mérkőzéseknek Abu-Dzabi, Dubaj, El-Ajn és Sardzsa városa ad otthont.
| Abu-Dzabi                             | Abu-Dzabi                      | Abu-Dzabi                      |                                |
| ------------------------------------- | ------------------------------ | ------------------------------ | ------------------------------ |
| Zayed Sports City Stadion             | Mohammed bin Zayed Stadion     | Al Nahyan Stadium              |                                |
| Férőhely: 43,630                      | Férőhely: 42,056 (bővített)    | Férőhely: 12,000 (bővített)    |                                |
|                                       |                                |                                |                                |
| Dubaj                                 | Abu-Dzabi Sardzsa Dubaj El-Ajn | Abu-Dzabi Sardzsa Dubaj El-Ajn | Abu-Dzabi Sardzsa Dubaj El-Ajn |
| Maktoum bin Rashid Al Maktoum Stadion | Abu-Dzabi Sardzsa Dubaj El-Ajn | Abu-Dzabi Sardzsa Dubaj El-Ajn | Abu-Dzabi Sardzsa Dubaj El-Ajn |
| Férőhely: 12,000 (bővített)           | Abu-Dzabi Sardzsa Dubaj El-Ajn | Abu-Dzabi Sardzsa Dubaj El-Ajn | Abu-Dzabi Sardzsa Dubaj El-Ajn |
|                                       | Abu-Dzabi Sardzsa Dubaj El-Ajn | Abu-Dzabi Sardzsa Dubaj El-Ajn | Abu-Dzabi Sardzsa Dubaj El-Ajn |
| Dubaj                                 | Abu-Dzabi Sardzsa Dubaj El-Ajn | Abu-Dzabi Sardzsa Dubaj El-Ajn | Abu-Dzabi Sardzsa Dubaj El-Ajn |
| Al-Maktoum Stadion                    | Abu-Dzabi Sardzsa Dubaj El-Ajn | Abu-Dzabi Sardzsa Dubaj El-Ajn | Abu-Dzabi Sardzsa Dubaj El-Ajn |
| Férőhely: 15,000 (bővített)           | Abu-Dzabi Sardzsa Dubaj El-Ajn | Abu-Dzabi Sardzsa Dubaj El-Ajn | Abu-Dzabi Sardzsa Dubaj El-Ajn |
|                                       | Abu-Dzabi Sardzsa Dubaj El-Ajn | Abu-Dzabi Sardzsa Dubaj El-Ajn | Abu-Dzabi Sardzsa Dubaj El-Ajn |
| El-Ajn                                | El-Ajn                         | Sardzsa                        |                                |
| Hazza bin Zayed Stadion               | Khalifa bin Zayed Stadion      | Sharjah Stadion                |                                |
| Férőhely: 25,965                      | Férőhely: 16,000 (bővített)    | Férőhely: 11,073 (bővített)    |                                |
|                                       |                                |                                |                                |

## Lebonyolítás
Hat darab négycsapatos csoportból az első két helyezett, valamint a legjobb négy harmadik helyezett jutott tovább a nyolcaddöntőbe. Innen egyenes kieséses rendszerben folytatódott a torna. A harmadik helyért nem játszottak mérkőzést.

## Csoportkör
A csoportkörben minden csapat a másik három csapattal egy-egy mérkőzést játszott, így összesen 6 mérkőzésre került sor mind a hat csoportban. A csoportokból az első két helyezett jutott tovább. Minden csoportban az utolsó két mérkőzést azonos időpontban játszották.
A csoportokban a következők szerint kellett a sorrendet meghatározni:
1. Több szerzett pont az azonosan álló csapatok közötti mérkőzéseken;
2. Jobb gólkülönbség az azonosan álló csapatok közötti mérkőzéseken;
3. Több szerzett gól az azonosan álló csapatok közötti mérkőzéseken;
4. Ha az 1–3. pontok alapján a sorrend nem dönthető el, akkor az 1–3. pontokat újra kell alkalmazni kizárólag a továbbra is azonosan álló csapatok között játszott mérkőzésekre. Ha továbbra sem dönthető el a sorrend, akkor az 5–9. pontokat kell alkalmazni;
5. Jobb gólkülönbség az összes csoportmérkőzésen;
6. Több szerzett gól az összes csoportmérkőzésen;
7. Ha két csapat a felsorolt első hat pont alapján holtversenyben állt úgy, hogy az utolsó csoportmérkőzést egymás ellen játszották (azaz az utolsó csoportmérkőzés, amelyet egymás ellen lejátszottak, döntetlen lett, és a pontszámuk, összesített gólkülönbségük, az összes szerzett góljuk száma is azonos) és nincs harmadik csapat, amely velük azonos pontszámmal állt, akkor közöttük büntetőrúgások döntenek a sorrendről;
8. Magasabb fair play pontszám (10 pont a kezdő érték, -1 pont egy sárga lapért, -3 pont két sárga lapot követő piros lapért, -3 pont egy azonnali piros lapért, -4 pont egy sárga lap és egy azonnali piros lapért);

Sorrend meghatározása a csoportharmadikok esetén
A négy legjobb csoportharmadik csapatot a következő pontok alapján állapították meg:
1. Több szerzett pont;
2. Jobb gólkülönbség;
3. Több szerzett gól;
4. Magasabb fair play pontszám;
5. Jobb UEFA-együttható.

### A csoport
| Hely. | Csapat                  | M | Gy | D | V | G+ | G– | Gk | P | Továbbjutás              |
| ----- | ----------------------- | - | -- | - | - | -- | -- | -- | - | ------------------------ |
| 1.    | Egyesült Arab Emírségek | 3 | 1  | 2 | 0 | 4  | 2  | +2 | 5 | Egyenes kieséses szakasz |
| 2.    | Thaiföld                | 3 | 1  | 1 | 1 | 3  | 5  | −2 | 4 | Egyenes kieséses szakasz |
| 3.    | Bahrein                 | 3 | 1  | 1 | 1 | 2  | 2  | 0  | 4 | Egyenes kieséses szakasz |
| 4.    | India                   | 3 | 1  | 0 | 2 | 4  | 4  | 0  | 3 |                          |

| 2019. január 5. 20:00 (UTC+4) |

| Egyesült Arab Emírségek | 1–1               | Bahrein        |
| ----------------------- | ----------------- | -------------- |
| Halíl 88' (11-esből)    | (0–0) Jegyzőkönyv | Al Romaihi 78' |

| Zayed Sports City Stadion, Abu-Dzabi Nézőszám: 33 878 Játékvezető: Adham Makhadmeh (jordániai) |

| 2019. január 6. 17:30 (UTC+4) |

| Thaiföld     | 1–4               | India                                               |
| ------------ | ----------------- | --------------------------------------------------- |
| Teerasil 33' | (1–1) Jegyzőkönyv | Chhetri 27' (11-esből) 46' Thapa 68' Lalpekhlua 80' |

| Al Nahyan Stadion, Abu-Dzabi Nézőszám: 3250 Játékvezető: Liu Kwok Man (Hongkongi) |

| 2019. január 10. 15:00 (UTC+4) |

| Bahrein | 0–1               | Thaiföld      |
| ------- | ----------------- | ------------- |
|         | (0–0) Jegyzőkönyv | Chanathip 58' |

| Al-Maktoum Stadion, Dubaj Nézőszám: 2720 Játékvezető: Chris Beath (ausztrál) |

| 2019. január 10. 20:00 (UTC+4) |

| India | 0–2               | Egyesült Arab Emírségek         |
| ----- | ----------------- | ------------------------------- |
|       | (0–0) Jegyzőkönyv | Khalf. Mubarak 41' Mabkhout 88' |

| Zayed Sports City Stadion, Abu-Dzabi Nézőszám: 43 206 Játékvezető: César Arturo Ramos (mexikói) |

| 2019. január 14. 20:00 (UTC+4) |

| Egyesült Arab Emírségek | 1–1               | Thaiföld      |
| ----------------------- | ----------------- | ------------- |
| Mabkhout 7'             | (1–1) Jegyzőkönyv | Puangchan 41' |

| Hazza bin Zayed Stadion, El-Ajn Nézőszám: 17 809 Játékvezető: Szató Rjúdzsi (japán) |

| 2019. január 14. 20:00 (UTC+4) |

| India | 0–1               | Bahrein                 |
| ----- | ----------------- | ----------------------- |
|       | (0–0) Jegyzőkönyv | Rashid 90+1' (11-esből) |

| Sardzsa Stadion, Sardzsa Nézőszám: 11 417 Játékvezető: Ilgiz Tantashev (üzbegisztáni) |

### B csoport
| Hely. | Csapat     | M | Gy | D | V | G+ | G– | Gk | P | Továbbjutás              |
| ----- | ---------- | - | -- | - | - | -- | -- | -- | - | ------------------------ |
| 1.    | Jordánia   | 3 | 2  | 1 | 0 | 3  | 0  | +3 | 7 | Egyenes kieséses szakasz |
| 2.    | Ausztrália | 3 | 2  | 0 | 1 | 6  | 3  | +3 | 6 | Egyenes kieséses szakasz |
| 3.    | Palesztina | 3 | 0  | 2 | 1 | 0  | 3  | −3 | 2 |                          |
| 4.    | Szíria     | 3 | 0  | 1 | 2 | 2  | 5  | −3 | 1 |                          |

| 2019. január 6. 15:00 (UTC+2) |

| Ausztrália | 0–1               | Jordánia        |
| ---------- | ----------------- | --------------- |
|            | (0–1) Jegyzőkönyv | Bani Yaseen 26' |

| Hazza bin Zayed Stadium, El-Ajn Nézőszám: 4934 Játékvezető: Ahmed Al-Kaf (ománi) |

| 2019. január 6. 20:00 (UTC+4) |

| Szíria | 0–0               | Palesztina |
| ------ | ----------------- | ---------- |
|        | (0–0) Jegyzőkönyv |            |

| Sharjah Stadion, Sardzsa Nézőszám: 8471 Játékvezető: Ravshan Ermatov (üzbegisztáni) |

| 2019. január 10. 17:30 (UTC+4) |

| Jordánia                   | 2–0               | Szíria |
| -------------------------- | ----------------- | ------ |
| Al-Taamari 26' Khattab 43' | (2–0) Jegyzőkönyv |        |

| Khalifa bin Zayed Stadion, El-Ajn Nézőszám: 9152 Játékvezető: Kim Dongdzsin (dél-koreai) |

| 2019. január 11. 15:00 (UTC+4) |

| Palesztina | 0–3               | Ausztrália                      |
| ---------- | ----------------- | ------------------------------- |
|            | (0–2) Jegyzőkönyv | Maclaren 18' Mabil 20' Jánu 90' |

| Rashid Stadion, Dubaj Nézőszám: 11 915 Játékvezető: Valentin Kovalenko (üzbegisztáni) |

| 2019. január 15. 17:30 (UTC+4) |

| Ausztrália                           | 3–2               | Szíria                              |
| ------------------------------------ | ----------------- | ----------------------------------- |
| Mabil 41' Ikonomidis 54' Rogic 90+3' | (1–1) Jegyzőkönyv | Kharbin 43' Al Somah 80' (11-esből) |

| Khalifa bin Zayed Stadion, El-Ajn Nézőszám: 10 492 Játékvezető: César Arturo Ramos (mexikói) |

| 2019. január 15. 17:30 (UTC+4) |

| Palesztina | 0–0               | Jordánia |
| ---------- | ----------------- | -------- |
|            | (0–0) Jegyzőkönyv |          |

| Mohammed bin Zayed Stadion, Abu-Dzabi Nézőszám: 20 843 Játékvezető: Mohanad Qassim (iraki) |

### C csoport
| Hely. | Csapat         | M | Gy | D | V | G+ | G– | Gk | P | Továbbjutás              |
| ----- | -------------- | - | -- | - | - | -- | -- | -- | - | ------------------------ |
| 1.    | Dél-Korea      | 3 | 3  | 0 | 0 | 4  | 0  | +4 | 9 | Egyenes kieséses szakasz |
| 2.    | Kína           | 3 | 2  | 0 | 1 | 5  | 3  | +2 | 6 | Egyenes kieséses szakasz |
| 3.    | Kirgizisztán   | 3 | 1  | 0 | 2 | 4  | 4  | 0  | 3 | Egyenes kieséses szakasz |
| 4.    | Fülöp-szigetek | 3 | 0  | 0 | 3 | 1  | 7  | −6 | 0 |                          |

| 2019. január 7. 15:00 (UTC+2) |

| Kína                             | 2–1               | Kirgizisztán |
| -------------------------------- | ----------------- | ------------ |
| Matyash 50' (öngól) Yu Dabao 78' | (0–1) Jegyzőkönyv | Israilov 42' |

| Khalifa bin Zayed Stadion, El-Ajn Nézőszám: 1839 Játékvezető: Mohamed Abdalláh Hasszán Mohamed (arab emírségekbeli) |

| 2019. január 7. 17:30 (UTC+4) |

| Dél-Korea       | 1–0               | Fülöp-szigetek |
| --------------- | ----------------- | -------------- |
| Hwang Ui-jo 67' | (0–0) Jegyzőkönyv |                |

| Al Maktoum Stadion, Dubaj Nézőszám: 3185 Játékvezető: Naváf Sukralláh (bahreini) |

| 2019. január 11. 17:30 (UTC+4) |

| Fülöp-szigetek | 0–3               | Kína                        |
| -------------- | ----------------- | --------------------------- |
|                | (0–1) Jegyzőkönyv | Vu Lej 40' 66' Yu Dabao 80' |

| Mohammed bin Zayed Stadion, Abu-Dzabi Nézőszám: 16 013 Játékvezető: Hiroyuki Kimura (japán) |

| 2019. január 11. 20:00 (UTC+4) |

| Kirgizisztán | 0–1               | Dél-Korea       |
| ------------ | ----------------- | --------------- |
|              | (0–1) Jegyzőkönyv | Kim Mindzse 41' |

| Hazza bin Zayed Stadion, El-Ajn Nézőszám: 4893 Játékvezető: Khamis Al-Marri (katari) |

| 2019. január 16. 17:30 (UTC+4) |

| Dél-Korea                                  | 2–0               | Kína |
| ------------------------------------------ | ----------------- | ---- |
| Hwang Ui-jo 14' (11-esből) Kim Mindzse 51' | (1–0) Jegyzőkönyv |      |

| Al Nahyan Stadion, Abu-Dzabi Nézőszám: 13 579 Játékvezető: Abdulramán al-Dzsasszím (katari) |

| 2019. január 16. 17:30 (UTC+4) |

| Kirgizisztán    | 3–1               | Fülöp-szigetek |
| --------------- | ----------------- | -------------- |
| Lux 24' 51' 77' | (1–0) Jegyzőkönyv | Schröck 80'    |

| Rashid Stadion, Dubaj Nézőszám: 4217 Játékvezető: Turki Al-Khudhayr (szaúdi) |

### D csoport
| Hely. | Csapat  | M | Gy | D | V | G+ | G– | Gk  | P | Továbbjutás              |
| ----- | ------- | - | -- | - | - | -- | -- | --- | - | ------------------------ |
| 1.    | Irán    | 3 | 2  | 1 | 0 | 7  | 0  | +7  | 7 | Egyenes kieséses szakasz |
| 2.    | Irak    | 3 | 2  | 1 | 0 | 6  | 2  | +4  | 7 | Egyenes kieséses szakasz |
| 3.    | Vietnám | 3 | 1  | 0 | 2 | 4  | 5  | −1  | 3 | Egyenes kieséses szakasz |
| 4.    | Jemen   | 3 | 0  | 0 | 3 | 0  | 10 | −10 | 0 |                          |

| 2019. január 7. 20:00 (UTC+2) |

| Irán                                            | 5–0               | Jemen |
| ----------------------------------------------- | ----------------- | ----- |
| Táremi 12' 25' Dezsága 23' Azmun 53' Kadusz 78' | (3–0) Jegyzőkönyv |       |

| Mohammed bin Zayed Stadion, Abu-Dzabi Nézőszám: 5301 Játékvezető: Ryuji Sato (japán) |

| 2019. január 8. 17:30 (UTC+4) |

| Irak                           | 3–2               | Vietnám                                |
| ------------------------------ | ----------------- | -------------------------------------- |
| M. Ali 35' Tariq 60' Adnan 90' | (1–2) Jegyzőkönyv | Faez 24' (o.g.) Nguyễn Công Phượng 42' |

| Zayed Sports City Stadion, Abu-Dzabi Nézőszám: 4779 Játékvezető: Abdulramán al-Dzsasszím (katari) |

| 2019. január 12. 15:00 (UTC+4) |

| Vietnám | 0–2               | Irán          |
| ------- | ----------------- | ------------- |
|         | (0–1) Jegyzőkönyv | Azmun 38' 69' |

| Al Nahyan Stadion, Abu-Dzabi Nézőszám: 10 841 Játékvezető: Muhammad Taqi (szingapúri) |

| 2019. január 12. 17:30 (UTC+4) |

| Jemen | 0–3               | Irak                             |
| ----- | ----------------- | -------------------------------- |
|       | (0–2) Jegyzőkönyv | M. Ali 11' Resan 19' Abbas 90+1' |

| Sharjah Stadion, Sardzsa Nézőszám: 9757 Játékvezető: Fu Ming (kínai) |

| 2019. január 16. 20:00 (UTC+4) |

| Vietnám                                          | 2–0               | Jemen |
| ------------------------------------------------ | ----------------- | ----- |
| Nguyễn Quang Hải 38' Quế Ngọc Hải 64' (11-esből) | (1–0) Jegyzőkönyv |       |

| Hazza bin Zayed Stadion, El-Ajn Nézőszám: 8237 Játékvezető: Ahmed Al-Kaf (ománi) |

| 2019. január 16. 20:00 (UTC+4) |

| Irán | 0–0         | Irak |
| ---- | ----------- | ---- |
|      | Jegyzőkönyv |      |

| Al-Maktoum Stadion, Dubaj Nézőszám: 15 038 Játékvezető: Ravshan Irmatov (üzbegisztáni) |

### E csoport
| Hely. | Csapat       | M | Gy | D | V | G+ | G– | Gk  | P | Továbbjutás              |
| ----- | ------------ | - | -- | - | - | -- | -- | --- | - | ------------------------ |
| 1.    | Katar        | 3 | 3  | 0 | 0 | 10 | 0  | +10 | 9 | Egyenes kieséses szakasz |
| 2.    | Szaúd-Arábia | 3 | 2  | 0 | 1 | 6  | 2  | +4  | 6 | Egyenes kieséses szakasz |
| 3.    | Libanon      | 3 | 1  | 0 | 2 | 4  | 5  | −1  | 3 |                          |
| 4.    | Észak-Korea  | 3 | 0  | 0 | 3 | 1  | 14 | −13 | 0 |                          |

| 2019. január 8. 20:00 (UTC+2) |

| Szaúd-Arábia                                            | 4–0               | Észak-Korea |
| ------------------------------------------------------- | ----------------- | ----------- |
| Bahebri 28' Al-Fatil 37' Al-Dawsari 70' Al-Muwallad 87' | (2–0) Jegyzőkönyv |             |

| Rashid Stadion, Dubaj Nézőszám: 5075 Játékvezető: Peter Green (ausztrál) |

| 2019. január 9. 20:00 (UTC+4) |

| Katar               | 2–0               | Libanon |
| ------------------- | ----------------- | ------- |
| Al-Rawi 65' Ali 79' | (0–0) Jegyzőkönyv |         |

| Hazza bin Zayed Stadion, El-Ajn Nézőszám: 7847 Játékvezető: Ma Ning (kínai) |

| 2019. január 12. 20:00 (UTC+4) |

| Libanon | 0–2               | Szaúd-Arábia                   |
| ------- | ----------------- | ------------------------------ |
|         | (0–1) Jegyzőkönyv | Al-Muwallad 12' Al-Mogahwi 67' |

| Al-Maktoum Stadion, Dubaj Nézőszám: 13 792 Játékvezető: Ali Sabah (iraki) |

| 2019. január 13. 15:00 (UTC+4) |

| Észak-Korea | 0–6               | Katar                                  |
| ----------- | ----------------- | -------------------------------------- |
|             | (0–3) Jegyzőkönyv | Ali 9' 11' 55' 60' Húhí 43' Hassan 68' |

| Khalifa bin Zayed Stadion, El-Ajn Nézőszám: 452 Játékvezető: Hettikamkanamge Perera (Srí Lanka-i) |

| 2019. január 17. 20:00 (UTC+4) |

| Szaúd-Arábia | 0–2               | Katar         |
| ------------ | ----------------- | ------------- |
|              | (0–1) Jegyzőkönyv | Ali 45+1' 80' |

| Zayed Sports City Stadium, Abu-Dzabi Nézőszám: 16 067 Játékvezető: Kim Dong-jin (dél-koreai) |

| 2019. január 17. 20:00 (UTC+4) |

| Libanon                                                       | 4–1               | Észak-Korea       |
| ------------------------------------------------------------- | ----------------- | ----------------- |
| F. Michel Melki 27' El-Helwe 65' 90+8' Maatouk 80' (11-esből) | (1–1) Jegyzőkönyv | Pak Kvangnjong 9' |

| Sharjah Stadion, Sardzsa Nézőszám: 4332 Játékvezető: Chris Beath (ausztrál) |

### F csoport
| Hely. | Csapat        | M | Gy | D | V | G+ | G– | Gk | P | Továbbjutás              |
| ----- | ------------- | - | -- | - | - | -- | -- | -- | - | ------------------------ |
| 1.    | Japán         | 3 | 3  | 0 | 0 | 6  | 3  | +3 | 9 | Egyenes kieséses szakasz |
| 2.    | Üzbegisztán   | 3 | 2  | 0 | 1 | 7  | 3  | +4 | 6 | Egyenes kieséses szakasz |
| 3.    | Omán          | 3 | 1  | 0 | 2 | 4  | 4  | 0  | 3 | Egyenes kieséses szakasz |
| 4.    | Türkmenisztán | 3 | 0  | 0 | 3 | 3  | 10 | −7 | 0 |                          |

| 2019. január 9. 15:00 (UTC+2) |

| Japán                  | 3–2               | Türkmenisztán                    |
| ---------------------- | ----------------- | -------------------------------- |
| Osako 56' 60' Doan 71' | (0–1) Jegyzőkönyv | Amanow 26' Ataýew 79' (11-esből) |

| Al Nahyan Stadion, Abu-Dzabi Nézőszám: 5725 Játékvezető: Alirezá Fagáni (iráni) |

| 2019. január 9. 17:30 (UTC+4) |

| Üzbegisztán                | 2–1               | Omán                |
| -------------------------- | ----------------- | ------------------- |
| Ahmedov 34' Shomurodov 85' | (1–0) Jegyzőkönyv | Mu. Al-Ghassani 72' |

| Sharjah Stadion, Sardzsa Nézőszám: 9424 Játékvezető: Ko Hyung-jin (dél-koreai) |

| 2019. január 13. 17:30 (UTC+4) |

| Omán | 0–1               | Japán                    |
| ---- | ----------------- | ------------------------ |
|      | (0–1) Jegyzőkönyv | Haragucsi 28' (11-esből) |

| Zayed Sports City Stadium, Abu-Dzabi Nézőszám: 12 110 Játékvezető: Mohd Amirul Izwan Yaacob (malajziai) |

| 2019. január 13. 20:00 (UTC+4) |

| Türkmenisztán | 0–4               | Üzbegisztán                                   |
| ------------- | ----------------- | --------------------------------------------- |
|               | (0–4) Jegyzőkönyv | Sidikov 17' Shomurodov 24' 42' Masharipov 40' |

| Rashid Stadion, Dubaj Nézőszám: 4354 Játékvezető: Ammar Al-Jeneibi (Egyesült Arab Emirátusi) |

| 2019. január 17. 17:30 (UTC+4) |

| Omán                                           | 3–1               | Türkmenisztán    |
| ---------------------------------------------- | ----------------- | ---------------- |
| Kano 20' Mu. Al-Ghassani 84' Al-Musalami 90+3' | (1–1) Jegyzőkönyv | Annadurdyýew 41' |

| Mohammed bin Zayed Stadion, Abu-Dzabi Nézőszám: 8338 Játékvezető: Naváf Sukralláh (bahreini) |

| 2019. január 17. 17:30 (UTC+4) |

| Japán                | 2–1               | Üzbegisztán    |
| -------------------- | ----------------- | -------------- |
| Mutó 43' Siotani 58' | (1–1) Jegyzőkönyv | Shomurodov 40' |

| Khalifa bin Zayed Stadion, El-Ajn Nézőszám: 7005 Játékvezető: Mohammed Abdulla Hassan Mohamed (egyesült arab emirátusi) |

### Harmadik helyezett csapatok sorrendje
| Hely. | Cs | Csapat       | M | Gy | D | V | G+ | G– | Gk | P | Továbbjutás              |
| ----- | -- | ------------ | - | -- | - | - | -- | -- | -- | - | ------------------------ |
| 1.    | A  | Bahrein      | 3 | 1  | 1 | 1 | 2  | 2  | 0  | 4 | Egyenes kieséses szakasz |
| 2.    | C  | Kirgizisztán | 3 | 1  | 0 | 2 | 4  | 4  | 0  | 3 | Egyenes kieséses szakasz |
| 3.    | F  | Omán         | 3 | 1  | 0 | 2 | 4  | 4  | 0  | 3 | Egyenes kieséses szakasz |
| 4.    | D  | Vietnám      | 3 | 1  | 0 | 2 | 4  | 5  | −1 | 3 | Egyenes kieséses szakasz |
| 5.    | E  | Libanon      | 3 | 1  | 0 | 2 | 4  | 5  | −1 | 3 |                          |
| 6.    | B  | Palesztina   | 3 | 0  | 2 | 1 | 0  | 3  | −3 | 2 |                          |

1. 1 2  fair play pontszám: Kirgizisztán −5, Omán −6.
2. 1 2  fair play pontszám: Vietnám −5, Libanon −7.

## Egyenes kieséses szakasz
|  |                        |                         |                         |                         |   |                         |                         |              |  |  |           |           |           |  |  |       |       |       |
|  | Nyolcaddöntők          | Nyolcaddöntők           | Nyolcaddöntők           |                         |   | Negyeddöntők            | Negyeddöntők            | Negyeddöntők |  |  | Elődöntők | Elődöntők | Elődöntők |  |  | Döntő | Döntő | Döntő |
|  | Nyolcaddöntők          | Nyolcaddöntők           | Nyolcaddöntők           |                         |   | Negyeddöntők            | Negyeddöntők            | Negyeddöntők |  |  | Elődöntők | Elődöntők | Elődöntők |  |  | Döntő | Döntő | Döntő |
|  | január 20. – El-Ajn    |                         |                         |                         |   |                         |                         |              |  |  |           |           |           |  |  |       |       |       |
|  |                        |                         |                         |                         |   |                         |                         |              |  |  |           |           |           |  |  |       |       |       |
|  | A2                     | Thaiföld                | 1                       |                         |   |                         |                         |              |  |  |           |           |           |  |  |       |       |       |
|  | A2                     | Thaiföld                | 1                       | január 24. – Abu-Dzabi  |   |                         |                         |              |  |  |           |           |           |  |  |       |       |       |
|  | C2                     | Kína                    | 2                       |                         |   |                         |                         |              |  |  |           |           |           |  |  |       |       |       |
|  | C2                     | Kína                    | 2                       |                         |   | Kína                    | Kína                    | 0            |  |  |           |           |           |  |  |       |       |       |
|  | január 20. – Abu-Dzabi |                         |                         |                         |   | Kína                    | Kína                    | 0            |  |  |           |           |           |  |  |       |       |       |
|  |                        |                         | Irán                    | Irán                    | 3 |                         |                         |              |  |  |           |           |           |  |  |       |       |       |
|  | D1                     | Irán                    | Irán                    | Irán                    | 3 | 2                       |                         |              |  |  |           |           |           |  |  |       |       |       |
|  | D1                     | Irán                    |                         |                         |   | 2                       | január 28. – El-Ajn     |              |  |  |           |           |           |  |  |       |       |       |
|  | BEF3                   | Omán                    | 0                       |                         |   |                         |                         |              |  |  |           |           |           |  |  |       |       |       |
|  | BEF3                   | Omán                    | 0                       |                         |   | Irán                    | Irán                    | 0            |  |  |           |           |           |  |  |       |       |       |
|  | január 20. – Dubaj     |                         |                         |                         |   | Irán                    | Irán                    | 0            |  |  |           |           |           |  |  |       |       |       |
|  |                        |                         | Japán                   | Japán                   | 3 |                         |                         |              |  |  |           |           |           |  |  |       |       |       |
|  | B1                     | Jordánia                | Japán                   | Japán                   | 3 | 1 (2)                   |                         |              |  |  |           |           |           |  |  |       |       |       |
|  | B1                     | Jordánia                | január 24. – Dubaj      |                         |   | 1 (2)                   |                         |              |  |  |           |           |           |  |  |       |       |       |
|  | ACD3                   | Vietnám                 | 1 (4)                   |                         |   |                         |                         |              |  |  |           |           |           |  |  |       |       |       |
|  | ACD3                   | Vietnám                 | 1 (4)                   |                         |   | Vietnám                 | Vietnám                 | 0            |  |  |           |           |           |  |  |       |       |       |
|  | január 21. – Sardzsa   |                         |                         |                         |   | Vietnám                 | Vietnám                 | 0            |  |  |           |           |           |  |  |       |       |       |
|  |                        |                         | Japán                   | Japán                   | 1 |                         |                         |              |  |  |           |           |           |  |  |       |       |       |
|  | F1                     | Japán                   | Japán                   | Japán                   | 1 | 1                       |                         |              |  |  |           |           |           |  |  |       |       |       |
|  | F1                     | Japán                   |                         |                         |   | 1                       | február 1. – Abu-Dzabi  |              |  |  |           |           |           |  |  |       |       |       |
|  | E2                     | Szaúd-Arábia            | 0                       |                         |   |                         |                         |              |  |  |           |           |           |  |  |       |       |       |
|  | E2                     | Szaúd-Arábia            | 0                       |                         |   | Japán                   | Japán                   | 1            |  |  |           |           |           |  |  |       |       |       |
|  | január 22. – Dubaj     |                         |                         |                         |   | Japán                   | Japán                   | 1            |  |  |           |           |           |  |  |       |       |       |
|  |                        |                         | Katar                   | Katar                   | 3 |                         |                         |              |  |  |           |           |           |  |  |       |       |       |
|  | C1                     | Dél-Korea               | Katar                   | Katar                   | 3 | 2                       |                         |              |  |  |           |           |           |  |  |       |       |       |
|  | C1                     | Dél-Korea               | január 25. – Abu-Dzabi  |                         |   | 2                       |                         |              |  |  |           |           |           |  |  |       |       |       |
|  | ABF3                   | Bahrein                 | 1                       |                         |   |                         |                         |              |  |  |           |           |           |  |  |       |       |       |
|  | ABF3                   | Bahrein                 | 1                       |                         |   | Dél-Korea               | Dél-Korea               | 0            |  |  |           |           |           |  |  |       |       |       |
|  | január 22. – Abu-Dzabi |                         |                         |                         |   | Dél-Korea               | Dél-Korea               | 0            |  |  |           |           |           |  |  |       |       |       |
|  |                        |                         | Katar                   | Katar                   | 1 |                         |                         |              |  |  |           |           |           |  |  |       |       |       |
|  | E1                     | Katar                   | Katar                   | Katar                   | 1 | 1                       |                         |              |  |  |           |           |           |  |  |       |       |       |
|  | E1                     | Katar                   |                         |                         |   | 1                       | január 29. – Abu-Dzabi  |              |  |  |           |           |           |  |  |       |       |       |
|  | D2                     | Irak                    | 0                       |                         |   |                         |                         |              |  |  |           |           |           |  |  |       |       |       |
|  | D2                     | Irak                    | 0                       |                         |   | Katar                   | Katar                   | 4            |  |  |           |           |           |  |  |       |       |       |
|  | január 21. – Abu-Dzabi |                         |                         |                         |   | Katar                   | Katar                   | 4            |  |  |           |           |           |  |  |       |       |       |
|  |                        |                         | Egyesült Arab Emírségek | Egyesült Arab Emírségek | 0 |                         |                         |              |  |  |           |           |           |  |  |       |       |       |
|  | A1                     | Egyesült Arab Emírségek | Egyesült Arab Emírségek | Egyesült Arab Emírségek | 0 | 3                       |                         |              |  |  |           |           |           |  |  |       |       |       |
|  | A1                     | Egyesült Arab Emírségek | január 25. – El-Ajn     |                         |   | 3                       |                         |              |  |  |           |           |           |  |  |       |       |       |
|  | CDE3                   | Kirgizisztán            | 2                       |                         |   |                         |                         |              |  |  |           |           |           |  |  |       |       |       |
|  | CDE3                   | Kirgizisztán            | 2                       |                         |   | Egyesült Arab Emírségek | Egyesült Arab Emírségek | 1            |  |  |           |           |           |  |  |       |       |       |
|  | január 21. – El-Ajn    |                         |                         |                         |   | Egyesült Arab Emírségek | Egyesült Arab Emírségek | 1            |  |  |           |           |           |  |  |       |       |       |
|  |                        |                         | Ausztrália              | Ausztrália              | 0 |                         |                         |              |  |  |           |           |           |  |  |       |       |       |
|  | B2                     | Ausztrália              | Ausztrália              | Ausztrália              | 0 | 0 (4)                   |                         |              |  |  |           |           |           |  |  |       |       |       |
|  | B2                     | Ausztrália              |                         |                         |   |                         |                         |              |  |  |           |           |           |  |  |       |       |       |
|  | F2                     | Üzbegisztán             | 0 (2)                   |                         |   |                         |                         |              |  |  |           |           |           |  |  |       |       |       |
|  | F2                     | Üzbegisztán             | 0 (2)                   |                         |   |                         |                         |              |  |  |           |           |           |  |  |       |       |       |
|  |                        |                         |                         |                         |   |                         |                         |              |  |  |           |           |           |  |  |       |       |       |

### Nyolcaddöntők
| 2019. január 20. 15:00 (UTC+4) |

| Jordánia                        | 1–1 (h. u.)                 | Vietnám                                                                     |
| ------------------------------- | --------------------------- | --------------------------------------------------------------------------- |
| Abdel-Rahman 39'                | (1–0, 1–1, 1–1) Jegyzőkönyv | Nguyễn Công Phượng 51'                                                      |
| Büntetőpárbaj                   |                             |                                                                             |
| Abdel-Rahman Faisal Samir Ersan | 2–4                         | Quế Ngọc Hải Đỗ Hùng Dũng Lương Xuân Trường Trần Minh Vương Bùi Tiến Dũng I |

| Al-Maktoum Stadion, Dubaj Nézőszám: 14 205 Játékvezető: Alirezá Fagáni (iráni) |

| 2019. január 20. 18:00 (UTC+4) |

| Thaiföld   | 1–2               | Kína                                |
| ---------- | ----------------- | ----------------------------------- |
| Jaided 31' | (1–0) Jegyzőkönyv | Xiao Zhi 67' Kao Lin 71' (11-esből) |

| Hazza bin Zayed Stadion, El-Ajn Nézőszám: 8 026 Játékvezető: Mohamed Abdalláh Hasszán Mohamed (arab emírségekbeli) |

| 2019. január 20. 21:00 (UTC+4) |

| Irán                                   | 2–0               | Omán |
| -------------------------------------- | ----------------- | ---- |
| Dzsahánbahs 32' Dezsága 41' (11-esből) | (2–0) Jegyzőkönyv |      |

| Mohammed bin Zayed Stadion, Abu-Dzabi Nézőszám: 31 945 Játékvezető: César Arturo Ramos (mexikói) |

| 2019. január 21. 15:00 (UTC+4) |

| Japán        | 1–0               | Szaúd-Arábia |
| ------------ | ----------------- | ------------ |
| Tomiyasu 20' | (1–0) Jegyzőkönyv |              |

| Sharjah Stadion, Sardzsa Nézőszám: 6 832 Játékvezető: Ravshan Ermatov (üzbég) |

| 2019. január 21. 18:00 (UTC+4) |

| Ausztrália                           | 0–0 (h. u.) | Üzbegisztán                             |
| ------------------------------------ | ----------- | --------------------------------------- |
|                                      | Jegyzőkönyv |                                         |
| Büntetőpárbaj                        |             |                                         |
| Milligan Behich Kruse Giannou Leckie | 4–2         | Shukurov Tukhtakhodjaev Alibaev Bikmaev |

| Khalifa bin Zayed Stadion, El-Ajn Nézőszám: 6 809 Játékvezető: Abdulramán al-Dzsasszím (katari) |

| 2019. január 21. 21:00 (UTC+4) |

| Egyesült Arab Emírségek                        | 3–2 (h. u.)                 | Kirgizisztán               |
| ---------------------------------------------- | --------------------------- | -------------------------- |
| Iszmáíl 14' Mabkhout 64' Halíl 103' (11-esből) | (1–1, 2–2, 3–2) Jegyzőkönyv | Murzaev 26' Rustamov 90+1' |

| Zayed Sports City Stadion, Abu-Dzabi Nézőszám: 17 784 Játékvezető: Fu Ming (kínai) |

| 2019. január 22. 17:00 (UTC+4) |

| Dél-Korea                             | 2–1 (h. u.)                 | Bahrein        |
| ------------------------------------- | --------------------------- | -------------- |
| Hvang Hicshan 43' Kim Dzsinszu 105+2' | (1–0, 1–1, 2–1) Jegyzőkönyv | Al Romaihi 77' |

| Rashid Stadion, Dubaj Nézőszám: 7 658 Játékvezető: Szató Rjúdzsi (japán) |

| 2019. január 22. 20:00 (UTC+4) |

| Katar       | 1–0               | Irak |
| ----------- | ----------------- | ---- |
| Al-Rawi 62' | (0–0) Jegyzőkönyv |      |

| Al Nahyan Stadion, Abu-Dzabi Nézőszám: 14 701 Játékvezető: Muhammad Taqi (szingapúri) |

### Negyeddöntők
| 2019. január 24. 17:00 (UTC+4) |

| Vietnám | 0–1               | Japán               |
| ------- | ----------------- | ------------------- |
|         | (0–0) Jegyzőkönyv | Doan 57' (11-esből) |

| Al-Maktoum Stadion, Dubaj Nézőszám: 8 954 Játékvezető: Mohamed Abdalláh Hasszán Mohamed (arab emírségekbeli) |

| 2019. január 24. 20:00 (UTC+4) |

| Kína | 0–3               | Irán                                   |
| ---- | ----------------- | -------------------------------------- |
|      | (0–2) Jegyzőkönyv | Táremi 18' Azmun 31' Anszárifard 90+1' |

| Mohammed bin Zayed Stadion, Abu-Dzabi Nézőszám: 19 578 Játékvezető: Abdulramán al-Dzsasszím (katari) |

| 2019. január 25. 17:00 (UTC+4) |

| Dél-Korea | 0–1               | Katar     |
| --------- | ----------------- | --------- |
|           | (0–0) Jegyzőkönyv | Hátem 78' |

| Zayed Sports City Stadion, Abu-Dzabi Nézőszám: 13 791 Játékvezető: Ravshan Ermatov (üzbég) |

| 2019. január 25. 20:00 (UTC+4) |

| Egyesült Arab Emírségek | 1–0               | Ausztrália |
| ----------------------- | ----------------- | ---------- |
| Mabkhout 68'            | (0–0) Jegyzőkönyv |            |

| Hazza bin Zayed Stadion, El-Ajn Nézőszám: 25 053 Játékvezető: Szató Rjúdzsi (japán) |

### Elődöntők
| 2019. január 28. 18:00 (UTC+4) |

| Irán | 0–3               | Japán                                     |
| ---- | ----------------- | ----------------------------------------- |
|      | (0–0) Jegyzőkönyv | Ószako 56' 67' (11-esből) Haragucsi 90+1' |

| Hazza bin Zayed Stadion, El-Ajn Nézőszám: 23 262 Játékvezető: Chris Beath (ausztrál) |

| 2019. január 29. 18:00 (UTC+4) |

| Katar                                       | 4–0               | Egyesült Arab Emírségek |
| ------------------------------------------- | ----------------- | ----------------------- |
| Húhí 22' Ali 37' Al Haidos 80' Ismail 90+3' | (2–0) Jegyzőkönyv |                         |

| Mohammed bin Zayed Stadion, Abu-Dzabi Nézőszám: 38 646 Játékvezető: César Arturo Ramos (mexikói) |

### Döntő
| 2019. február 1. 18:00 (UTC+4) |

| Japán        | 1–3               | Katar                      |
| ------------ | ----------------- | -------------------------- |
| Minamino 69' | (0–2) Jegyzőkönyv | Ali 12' Hátem 27' Afif 83' |

| Zayed Sports City Stadion, Abu-Dzabi Nézőszám: 36 776 Játékvezető: Ravshan Ermatov (üzbég) |

| A 2019-es Ázsia-kupa győztese |
| ----------------------------- |
| · Katar · 1. cím              |